# Решетняк (хутор)
Решетня́к — исчезнувший хутор в Миллеровском районе Ростовской области.

## История
С ноября 1924 года — в составе Туриловского сельсовета. По данным Всесоюзной переписи населения 1926 года — в Донецком округе Мальчевско-Полненского района Северо-Кавказского края РСФСР; 3 двора, население — 5 человек (3 мужчины и 2 женщины); все жители — украинцы.

## Религия
Жители хутора относились к приходу Туриловской церкви в пос. Туриловка. 